# Local exchange trading system
Un local exchange trading system  abbreviato in LETS o LETSystem  è un'impresa o comunità no-profit locale, democraticamente organizzata,  che fornisce uno scambio di beni e servizi utilizzando la valuta creata localmente LETS.

## Storia
Michael Linton ha creato il termine "sistema locale di scambio di negoziazione" nel 1983.  Il sistema progettato è stato inteso come un complemento alla moneta nazionale, piuttosto che una sostituzione per essa,  anche se ci sono esempi di persone che sono riusciti a sostituire l'uso della moneta nazionale attraverso l'uso inventivo del LETS. Ad esempio, un membro dei LETS può guadagnare credito effettuando servizio di babysitting per una persona e spenderlo successivamente in carpenteria con un'altra persona nella stessa rete. Nei LETS, a differenza di altre valute locali, le transazioni sono registrate in una posizione centrale, aperta a tutti i membri. Il credito viene rilasciato dalla rete, a beneficio dei soci stessi. I LETS sono considerati sistemi di crediti reciproci. Una moneta nazionale convenzionale è generalmente difficile da guadagnare, ma facile da spendere. Ad oggi i LETSystems sono relativamente facili da guadagnare, ma più difficili da spendere. I LETSystems spesso hanno tutti i problemi di qualsiasi organizzazione no-profit comunitarie. Gli organizzatori dei LETS si lamentano spesso di essere oberati di lavoro , e possono soffrire di burnout . Molti programmi hanno smesso di funzionare col tempo.  Molti di questi problemi possono essere superati attraverso un'efficace organizzazione della comunità e lo sviluppo e l'utilizzo efficace di software.

## Criteri
I LETS hanno generalmente i seguenti cinque criteri fondamentali: 
- Costo del servizio: dalla comunità per la comunità
- Consenso: non c'è costrizione al commercio
- Disclosure: informazioni su saldi a disposizione di tutti i soci
- Equivalenza alla valuta nazionale
- Nessun interesse

Di questi criteri, l' "equivalenza" è il più controverso. Secondo un sondaggio del 1996 da Linkiamoci Offerte Media UK , solo il 13% dei LETS effettivamente praticano l'equivalenza.

## Funzionamento
Il primo LETS non aveva niente di più che un telefono, una segreteria telefonica e un quaderno. Da allora ci sono stati diversi tentativi per migliorare il funzionamento con software, note stampate, e altri aspetti familiari delle valute tradizionali.
1. In molti LETS spesso si paga una piccola quota di adesione per coprire i costi di amministrazione
2. I membri hanno un elenco di offerte e contribuiscono a facilitare gli scambi
3. Su negoziazione, i membri possono 'pagarsi' a vicenda con note stampate, accedere alla transazione nei libri di log oppure online,.
4. I membri il cui saldo supera il limite specificato (positivo o negativo) sono obbligati a pareggiare.

Il LETS è un sistema monetario o scambio a pieno titolo, a differenza del baratto . I membri dei LETS sono in grado di guadagnare crediti da qualsiasi membro . Dal momento che i dettagli sono elaborati da parte degli utenti, c'è molta variazione tra regimi.
I LETS non sono un sistema per evitare il pagamento delle imposte, e in generale si incoraggiano tutti i membri a pagare tutte le imposte, compresa l'imposta sul reddito e sui beni e servizi fiscali. In un certo numero di paesi, diverse autorità fiscali governative hanno esaminato i LETS e preso decisioni riguardanti il loro utilizzo.  In generale per gli accordi personali, assetti sociali, hobby o passatempi, non vi sono implicazioni fiscali. Ciò riguarda in generale la stragrande maggioranza delle transazioni LETS  [ contestato - discutere ]. Le passività fiscali maturano quando un commerciante o un professionista fornisce i suoi servizi pagando in LETS , o un'impresa registrata o costituita vende parte del suo prodotto in LETS . In tali casi, le aziende sono in genere incoraggiate a vendere il servizio o il prodotto in parte in LETS e in parte in moneta nazionale, per consentire il pagamento di qualsiasi imposta richiesta. Ciò non implica, tuttavia, che in situazioni in cui la spesa nazionale in valuta sarebbero deducibili dalle tasse, i LETS devono essere puri.
In un certo numero di paesi, i LETSystems sono stati incoraggiati come iniziativa di sicurezza sociale. Ad esempio in Australia, Peter Baldwin , un ex ministro della Sicurezza Sociale nel governo Keating, ha incoraggiato i LETSystems come un modo per i destinatari di assistenza sociale per ricevere un prestito contro il loro diritto benessere per esigenze personali urgenti o per iniziare un'attività commerciale. 
Dal suo inizio oltre 20 anni fa, i LETSystems sono stati altamente innovativi ad adattarsi alle esigenze delle loro comunità locali in tutti i modi.  In Australia, le persone hanno costruito case utilizzando LETS invece di mutui bancari, liberando il proprietario da pagamenti di interessi onerosi. 

## Vantaggi
I LETS possono aiutare a rivitalizzare e costruire comunità , consentendo una sezione trasversale più ampia di comunità, le piccole imprese, i servizi locali e i gruppi di volontariato , per risparmiare denaro e risorse, in collaborazione con gli altri possono estendere il loro potere d'acquisto. Altri benefici possono includere il contatto sociale, l'assistenza sanitaria, le tasse scolastiche e la formazione, il sostegno alle imprese locali e alle nuove imprese. Uno degli obiettivi di questo approccio è quello di stimolare le economie dei paesi economicamente depressi che hanno beni e servizi, ma poca moneta ufficiale: il regime LETS non richiede fonti esterne di reddito come stimolo.

## Esempi
Sistemi di scambio commerciali locali ora esistono in molti paesi.

### Australia
In Australia, nel 1989, sono stati stanziati 50.000 dollari per lo sviluppo di LETSystems, compresa la gestione di conferenze statali, la produzione di software, un Pacchetto di Formazione LETSystems, e assistenza a Michael Linton a visitare Western Australia. Nel 1995 ci sono stati 250 LETSystems in Australia, con Western Australia con 43 sistemi separati che servono una popolazione di 2,3 milioni di euro (anche se la partecipazione reale è solo una piccola frazione di quella popolazione) [ 1 ] e che lo rende quindi la nazione con il più alto numero di LETS al mondo. South Australia ha introdotto un "InterLETS" che consente ai membri di un sistema scambi con i membri di altri sistemi.
Dal 2007, molti LETS australiani hanno iniziato ad operare online utilizzando il sistema comunitario di scambio . Il sistema comunitario di scambio permette ai nuovi membri di iscriversi direttamente, fornisce un elenco di annunci e permette che entrino mestieri senza il permesso di un amministratore.
Entro il 2011 l'Australia era diventato il paese più attivo nel sistema comunitario di scambio , spingendo Tim Jenkin e Annette Loudon a regolamentare l'australiano sistema comunitario di scambio [ 8 ]

### Nord America
Diverse città canadesi hanno gruppi di LETS tra cui Kitchener-Waterloo, Niagara, e Peterborough in Ontario, Halifax, Nova Scotia e Terranova di San Giovanni.

### Sud America
L'Ecuador ha avuto 140 Ecosimia -Gruppi (nel 2000).
In Venezuela ci sono circa una dozzina di LETS (dal 2011), con il sostegno del governo nazionale.

### Europa
In Francia esistono i SEL ( Systèmes d'Échange Locale , sistemi di scambio locale).
In Germania ci sono molti "Tauschring", o "Tauschkreis" (cerchi di cambio)  che condividono tutti i tipi di servizi. La rete Tauschring in Germania fornisce il software per la maggior parte dei sistemi nel mondo di lingua tedesca, e al CES attualmente aderiscono oltre 250 associazioni, in grado di scambiare tra loro con un processo che a volte è chiamato "Intertrading". 
In Ungheria il termine usato è "Sistema di Servizio Comunitario" (KOR). Un gruppo dalla capitale è Talentum Kör (Oro Talent Group), un progetto sostenuto dal British Council.
Gli schemi LETS sono stati proposti come una possibile soluzione per alleviare almeno in parte i costi umani della crisi dell'euro in Grecia, dove i rimborsi elevati del debito verso l'estero hanno portato ad una forte deflazione economica. Gli schemi LETS potrebbero far crescere l'economia greca dall'interno, consentendo scambi interni anche se le riserve valutarie negoziate a livello internazionale sono state prosciugate per il rimborso del debito. [ 10 ] Questa teoria comincia a essere testata nello sviluppo di nuovi sistemi LETS nelle città greche come Volos. [ 11 ]
Nella Repubblica Ceca, www.ATSGroup.cz / cyclos è attivo un server cyclos nella città di Brno.. Esso serve le comunità di accoglienza e supporto tecnico per i LETS Banking software-as-a-service.
I Paesi Bassi hanno generato una serie di concetti innovativi sulla base del LETS , alcuni dei quali cercano di ridurre le barriere di partecipazione spostando completamente le loro piattaforme di scambio online, come NOPPES .
In Svizzera, una piattaforma on-line di scambio chiamato easyswap è stata sviluppata. Inoltre, la Banca WIR gestisce un sistema vicino ai LETS.
Il Regno Unito ha molti sistemi LETS , vagamente affiliati alla Linkiamoci Offerte Media UK e alcuni operano nell'ambito del sistema CES, ad esempio, il LETS di Londra Nord . Nel Regno Unito Skillsbox opera un sistema di community online simile ai LETS, consentendo agli utenti di scambiare le loro competenze e il loro tempo per i crediti che possono essere spesi all'interno della comunità online.
La Norvegia ha vari sistemi LETS ,uno dei quali è LETS NORGE. www.Lets.no

### Asia
In Giappone , il sistema Peanuts è un sistema LETS a Chiba , vicino a Tokyo . Circa il dieci per cento di tutti i pagamenti effettuati nei negozi locali sono nella valuta comunitaria (2002). Il movimento LETS ha visto il suo picco intorno al 2002-2003, ma da allora è in calo progressivo  . Vedi anche Fureai Kippu .
La Corea del Sud ha qualche LETS attiva anche, come Hanbat LETS in Daejeon e Gwacheon Pumasi in Gwacheon .

### Africa
Nel 2003 il sistema comunitario di scambio (CES) ha iniziato ad operare con un LETS basato su Internet a Città del Capo, Sud Africa. Questo è cresciuta in una rete globale di oltre 500 sistemi di scambio locali in più di cinquanta paesi (2013), tra i quali Nuova Zelanda, Australia, Finlandia, Spagna, Stati Uniti, Regno Unito, Vanuatu ecc Molti di questi sono ex gruppi LETS , ma altre sono banche del tempo e ibridi.